# 현대 하이차저
현대 하이차저(Hi-Charger)는 현대차가 개발한 전기차 초고속 충전소를 말한다.

## 역사
전기차 충전소로 유명한 것은 테슬라 슈퍼차저인데, 테슬라의 전용 전기차 초고속 충전소이다. 이를 BMW 등 다른 자동차 회사들도 모방해서 초고속 충전소를 만들었고, 현대차도 하이차저를 발표했다.
하이차저는 현대자동차와 전기차 충전 전문업체인 대영채비가 함께 개발한 초고속 충전 설비로 국내 최고 수준인 350kwh급 고출력, 고효율 충전기술이 적용되었다.
2021년, 현대차는 올해 고속도로 휴게소 12곳과 전국 주요 도심 8곳에 총 120기의 초고속 충전기 ‘하이차저(Hi-Charger)’를 설치할 예정이다.

## 800V 배터리
테슬라는 400V 배터리를 사용한다. 현대차와 포르쉐가 동시에 800V 시스템을 채택한 배경에는 두 회사가 각각 13.7%, 15.5%씩을 투자한 크로아티아의 슈퍼 전기차 회사 리막(Rimac)의 '800V 드라이브트레인' 기술을 공유하기 때문으로 보인다.

## 비교
- 이동형 충전기, 전기출력 3Kw
- 완속 충전기, 전기출력 7kW
- 고속 충전기, 전기출력 50 kw, 한국 급속충전 안전기준
- 테슬라 슈퍼차저 V2, 전기출력 120 kw, 초고속 충전기
- 테슬라 슈퍼차저 V3, 전기출력 250 kw, 초고속 충전기
- 현대 하이차저, 전기출력 350 kw, 초고속 충전기
- BMW 패스트차지, 전기출력 450 kw, 초고속 충전기